# آنا كارين
آنا كارين (بالإنجليزية: Anna Karen)‏ هي ممثلة بريطانية وجنوب أفريقيا، ولدت في 19 سبتمبر 1936 بديربان في جنوب أفريقيا.

## وصلات خارجية
- آنا كارين على موقع IMDb (الإنجليزية)
- آنا كارين على موقع قاعدة بيانات الفيلم (الإنجليزية)